# میا بنسون
میا بنسون (انگلیسی: Mia Benson؛ زادهٔ ۷ ژوئن ۱۹۴۷) هنرپیشه، و فیلم‌نامه‌نویس اهل سوئد است.